# Community Service Officer
Un Community Service Officer (CSO, traducibile in italiano come Ufficiale di Servizio per la Comunità) è un agente addetto alla prevenzione del crimine e all'investigazione in tutti i casi risolvibili senza l'intervento della polizia.
In Italia la figura del CSO non esiste, al contrario di Regno Unito, USA, Svezia e Finlandia.

## Informazioni generali
La maggior parte dei CSO non sono armati e non hanno il potere di arresto. Nonostante ciò, un CSO può tenere in stato di fermo per un massimo di 30 minuti, in attesa dell'arrivo della polizia. Alcuni, invece, sono dotati di armi non letali quali lo spray al peperoncino.
Spesso i CSO dirigono il traffico in caso di incidente, proteggono la scena del crimine in attesa dell'arrivo della polizia e aiutano la stessa per crimini minori.
I CSO sono dotati comunque di una radio e in certi casi di un telefono cellulare. Indossano una divisa che varia a seconda del dipartimento e delle loro mansioni.
Lo stipendio è di poco inferiore a quello di un normale agente di polizia, ma, anche se il corpo è dotato di autoveicoli, in genere un CSO passa l'80% della sua giornata lavorativa a piedi.
Per diventare un CSO bisogna superare tre prove: prima bisogna compilare un questionario di carattere psicologico, dove bisogna anche raccontare una o più esperienze personali che hanno costretto il candidato ad effettuare una scelta molto delicata. La seconda prova consiste in un colloquio di tipo conoscitivo e di ulteriore analisi psicologica, la terza è semplicemente un controllo medico.
In Inghilterra non bisogna per forza essere inglesi per potersi candidare, è importante però avere un permesso di soggiorno (il problema non riguarda gli abitanti dell'Unione europea) e saper parlare un buon inglese.

## Scopi di un CSO
Il CSO può occuparsi di:
- Sicurezza negli aeroporti
- Controllo del traffico in caso di incidente, eventi pubblici, ecc...
- Investigazione sulle origini di un incidente
- Parcheggi non regolari
- Ricevere denunce di atti di bullismo, vandalismo, furti d'auto, scomparse
- Trasporto giovanile
- Rispondere alle chiamate di veicoli di emergenza in panne
- Occuparsi delle impronte digitali dei cittadini